# Tamariu
Tamaríu (en catalán y oficialmente Tamariu) es una entidad de población o pedanía española perteneciente al municipio de Palafrugell (es una de sus tres playas, dos de arena de grano grueso y una de piedras). Se encuentra en la comarca del Bajo Ampurdán, provincia de Gerona, en su zona costera situada en plena Costa Brava, en una bahía pronunciada flanqueada por formaciones de ortosa al norte y roca calcárea al sur. La playa está formada principalmente por arena de grano grueso y gravilla de ortosa.
Josep Pla habla de Tamariu en su libro: El meu país y la cualifica de la siguiente manera: "Però a sota del prodigiòs paisatge físic a Tamariu hi ha un esperit del lloc - el genius loci- indefinible, secret, misteriós, que sembla estar lligat amb la quinta essència de la llibertat. És aquest esperit emmarcat per una geografia prodigiosa el que deu haver mantingut en el nostre esperit més arcaic el somni de Tamariu com a modest paradís recuperable. Que aquest esperit es manté encara, ho demostra el fet que els estiuejants de Tamariu, quan se'ls fica el gra de sorra al cap, entren en estats de llibertat qui ni ells mateixos no saben el que els passa" ("Pero debajo del prodigioso paisaje físico en Tamariu hay un espíritu indefinible, secreto, misterioso, que parece estar ligado con la quinta esencia de la libertad. Es ese espíritu enmarcado por una geografía prodigiosa lo que debe haber mantenido en nuestro espíritu más arcaico el sueño de Tamariu como modesto paraíso recuperable. Que este espíritu se mantiene todavía, lo demuestra el hecho de que los veraneantes de Tamariu, cuando se les mete el grano de arena en la cabeza, entran en estados de libertad quienes ni ellos mismos saben lo que les pasa").

## Historia
Antiguo asentamiento de pescadores, en el que guardaban las barcas y aparejos de pesca. Posteriormente, a principios de siglo XX, se construyen las primeras casas y poco más tarde llegan los primeros veraneantes. En los años 60 existía un local nocturno, La Raqueta, en el que actuaron, entre otros, la Chunga, Carmen Amaya y Joan Manuel Serrat. Actualmente su actividad es básicamente turística.

## Ocio
Las principales actividades de ocio que ofrece el pueblo son el submarinismo, el club de vela, y el alquiler de kayaks. La zona tiene también un bosque/parque dónde los niños pueden entretenerse y pasar el tiempo.
Cada año el Club Náutico de Tamariu organiza regatas de patín a vela catalán.
Todos los veranos se organizan torneos de voleibol playa en el club náutico Tamariu.
Este año (2014) se ha realizado la primera regata, relevos, de pádels surf organizada por la socia Montserrat Santos Ferrando.
Cantadas de habaneras en el embarcadero a finales de julio y en la playa el 15 de agosto.

## Costumbres y fiestas
El 15 de agosto se celebra la fiesta mayor, que incluye una actuación infantil de payasos, la fiesta de la espuma en la que se disparan cañones de espuma sobre el público (con música y baile), la caza en el agua de sandías y pelotas, un concierto nocturno, y cantada de habaneras.

## Caminos
Existe en la parte derecha de la montaña siguiendo la playa un camino de ronda para llegar a la playa más cercana,Cala Pedrosa. Se anda bastante pero la caminata es agradable, con playas por entremedio para poder echar un chapuzón y relajarse.

## Extra de verano
En el mismo bosque donde se encuentra el parque mencionado anteriormente se encuentra también un altar en el cual se ofrecen misas cada domingo a las seis de la tarde.[cita requerida]